# Ikoma
Ikoma (jap. 生駒市 Ikoma-shi) – miasto w Japonii, na wyspie Honsiu, w prefekturze Nara.

## Położenie
Miasto leży w północnej części prefektury, graniczy z miastami:
- Narą
- Yamato-Kōriyama
- Kyōtanabe
- Hirakata
- Daitō
- Higashiōsaka (Higashi-Ōsaka)
- Shijōnawate
- Katano

## Historia
Ikoma otrzymała status miejski szczebla -shi (市) w dniu 1 listopada 1971 roku.